# Bornova (métro d'Izmir)
Pour les articles homonymes, voir Bornova.
Bornova est une station de la ligne 1 du métro d'Izmir.

## Historique
À l'ouverture de la ligne en 2000, la station Bornova est le terminus nord-est de la ligne, statut qu'elle perd le 20 mars 2012, lors du prolongement de celle-ci de deux stations jusqu'à la station Evka 3